# Praia de Cabinda
A Praia de Cabinda é uma praia do Arquipélago de São Tomé e Príncipe, localiza-se a Este da ilha do Príncipe entre o promontório denominado Ponta Café e o Cais General Fonseca.